# Постдиктум
Постдиктум — объяснение постфактум (после сделанного). Термин употребляется в скептицизме, теологии, когнистивистике и нейробиологии.В скептицизме постдиктум — эффект знания задним числом, который объясняет предполагаемые предсказания значимых событий, таких как авиакатастрофы и стихийные бедствия. В религиозном контексте (теология) постдиктум — латинский термин vaticinium ex eventu (предсказание после события). Многие библейские пророчества (и аналогичные пророчества в других религиях), которые сбылись, могли быть написаны после событий, предположительно предсказанных, или текст или толкование могли быть изменены после события, чтобы соответствовать фактам, которые произошли.
Термин постдиктум используется в ответ на заявления экстрасенсов, астрологов и других паранормальных людей о том, что они предсказали событие, в то время как первоначальное предсказание было неопределенным, всеобъемлющим или иным образом неочевидным.
Большинство предсказаний Нострадамуса и Джеймс Ван Праага, описывают будущее так неопределенно и двусмысленно, что делает их интерпретацию практически невозможной до наступления события, что делает их предсказания бесполезными в качестве инструментов прогнозирования. После того, как событие произошло детали подгоняются под предсказание с использованием избирательного мышления — подчеркиваются «попадания» и игнорируются «промахи», — чтобы придать пророчеству достоверность и создать впечатление точного «предсказания». Неточные прогнозы опускаются.

## Этимология
Термин происходит от латинского post- (после) и -dictio (сказание), в то время как «предсказание» использует префикс «пре-» (до).

## Постдиктум в разных контекстах

### Скептицизм
В скептицизме синонимами термина постдиктум являются: пост-теневое предсказание, ретроактивное ясновидение или предсказание постфактум. Представляет собой ошибки ретроспективного взгляда, который объясняет предполагаемые предсказания значимых событий, таких как авиакатастрофы и стихийные бедствия. 
Обвинения в постдиктуме могли бы быть применимы, если предсказание было:
- Неопределенным — предсказание содержит неконкретное утверждение. Например, оно предсказывает «катастрофу» какого-то рода. Такое предсказание можно подогнать под любое количество событий. Аналогично, предсказание, которое не указывает даты или места или допускает большой интервал возможных дат, можно сделать так, чтобы оно подошло под множество возможностей. Пророчество, приписываемое Святому Малахию ( широко расценивается как подделка XVI-го века) — Пророчество о папах, краткое описание каждого из них. Однако каждое описание достаточно расплывчато, чтобы его можно было подогнать под факт.
- Открытым —предсказание имеет очень отдалённую дату окончания или вообще не имеет её, и поэтому действует бесконечно. Многие катрены Нострадамуса представляют собой такие открытые предсказания и переписывались на протяжении столетий, чтобы соответствовать различным современным событиям.
- Повторно используемым — предсказание используется снова и снова, чтобы соответствовать самому последнему событию. Катрены Нострадамуса перерабатывались много раз.
- Всеобъемлющим — предсказание охватывает более одного возможного результата. Например, Пифия, на вопрос Крёза о последствиях атаки персов, ответила так: «Если вы атакуете, вы уничтожите могущественную империю». Крёз атаковал, уничтожив свою собственную империю.
- Дробным — предсказание на самом деле является множеством предсказаний, охватывает ряд событий. Можно присвоить себе заслугу правильного предсказания, даже если произойдет только одно из них. Например, утверждение, что определённая дата «несчастливая», а затем указание дюжины или около того событий, которые могут произойти в этот день (см. склонность к подтверждению своей точки зрения.

- Статистически вероятным — прогноз утверждает, что что-то происходит с достаточной частотой, что высокий процент попаданий практически гарантирован. Например, предсказание терроризма в любой день года или, в частности, в период национальных праздников, годовщин (или подобных событий) или религиозных фестивалей.
- Нефальсифицируемым — предсказание невозможно проверить (фальсифицируемость). Например, в 2003 году среди некоторых людей возникло убеждение, что Планета Х пролетит мимо Земли в мае того года. Когда он в одиночку не появился, некоторые утверждали, что он был скрыт, так что только «образованный глаз» мог его увидеть, и приводили различные другие оправдания, при этом игнорируя самую очевидную причину — что Планета X вообще не существует в предсказанной форме.
- Недоступным до постфактум— предсказание не может быть проверено, если нет общедоступных записей о том, когда оно было сделано. Известным примером была экстрасенс Тамара Рэнд, которая предсказала, что Рональд Рейган был в опасности от кого-то с инициалами"J.H.". Видеоинтервью, в котором было сделано это предсказание, было снято на следующий день после покушения.
- Результатом подсчёта попаданий, а не промахов. Предсказание может быть частью серии, но выделяется, потому что его можно интерпретировать благоприятно, даже если сама серия следует законам вероятности. Например, предсказание может правильно указывать на движение на фондовом рынке, когда предыдущие или последующие предсказания были неверными.
- Аллегорическим, чтобы превратить промахи в попадания. Можно рассказать про духовную смерть, если не сбылось предсказание о физической смерти.
- Перемещением ворот[англ.] — событие должно быть «подогнано», чтобы соответствовать предсказанию, потому что оно отличается каким-то существенным образом. Например, предсказание предсказывает землетрясение в один день, когда на самом деле оно происходит в другой день. Сторонники Нострадамуса иногда используют этот прием, пример: Терракт 11 сентября на 45 паралелиl[3][4](фактически около 40 градусов широты)[4].

Эти типы не являются взаимоисключающими, поэтому прогноз может быть неопределенным, статистически вероятным и открытым одновременно.

### Когнитивистика
В когнитивистике постдиктум — процесс обоснования, который позволяет понять концепцию в заданном контексте. Термин был введен психологом Уолтером Кинчем в 1980 году и усовершенствован  Афзалом Упалом в 2005 году. Братья Хит использовали определение Упала, не ссылаясь на него напрямую, в своей книге 2007 года «Сделано, чтобы прилипать» . Концепции, которые могут быть обоснованы в данном контексте, называются постдиктабельными.

### Нейробиология
В нейронауке постдиктум означает, что мозг собирает информацию после события, прежде чем ретроспективно решить, что произошло во время события (Иглмен и Сейновски, 2000). Постдиктум — это особая интерпретация экспериментальных результатов, показывающая временную интеграцию информации, и она широко обсуждалась.
Длительность окна временной интеграции сенсорной информации составляет от десятков до сотен миллисекунд. Его продолжительность значительно варьируется в зависимости от задач, поэтому может быть несколько постдиктумных окон интеграции, и они одинаковы для всех предметов. Продолжительность постдиктумных окон интеграции, как предполагается, жестко запрограммирована в нашем мозге, но её можно увеличить, обучая субъектов систематическим задержкам между причинно-следственными событиями. Полагают, что постдиктумное окно запускается очень значимыми сенсорными событиями, действующими как перезагрузка, такими как резкое начало стимулов и саккадические движения глаз .
Утверждается, что постдиктум играет центральную роль в формировании нашего чувства агентности, сжимая воспринимаемый интервал между сознательным действием и его внешним сенсорным последствием.
Считается, что постдиктивные механизмы постоянно лежат в основе нашего восприятия и могут быть выявлены некоторыми иллюзиями восприятия: например, в иллюзии запаздывания вспышки и иллюзии кожного кролика местоположение движущихся стимулов ошибочно воспринимается из-за их попадания в одно и то же постдиктивное окно интеграции.